# ウォッジェ空港
ウォッジェ空港（ウォッジェくうこう、英: Wotje Airport）とは、マーシャル諸島ウォッジェ環礁のウォッジェ島にある空港である。

## 歴史
1939年（昭和14年）に横浜刑務所から赤誠隊と名付けられた囚人部隊1102名が送られ、建設が開始された。30名の死者を出しつつも完成し、完成後は日本海軍の管理下に置かれた。

## 就航路線
| 航空会社           | 就航地               |
| ------------------ | -------------------- |
| マーシャル諸島航空 | マジュロ、リキエップ |